# 盧溪縣
盧溪縣，隋末蕭銑析沅陵縣置，屬沅陵郡。唐屬江南道辰州，今湖南省瀘溪縣西南；宋徙置盧江口（在今沅陵縣境內），屬荊湖北路辰州；元屬湖廣行省辰州路；明屬湖廣等處承宣布政使司辰州府；萬曆元年（1573年）遷治所於今武溪鎮。清順治六年（1649年）改名瀘溪縣，今湖南省瀘溪縣治。縣西武溪一名盧水，馬援征蠻至此，縣以此名。轄境相當今瀘溪縣、花垣縣二縣和吉首市。